# Maillé (Vandea)
Maillé è un comune francese di 783 abitanti situato nel dipartimento della Vandea nella regione dei Paesi della Loira.
Nel vecchio porto ha la sua confluenza con il fiume Sèvre Niortaise uno dei due rami del fiume Autize.

## Società

### Evoluzione demografica
Abitanti censiti